# برايان ديغان
برايان ديغان (بالإنجليزية: Brian Deegan)‏ هو رجل قضاء أسترالي، ولد في 14 فبراير 1955.